# Villard-Léger
Villard-Léger ist eine französische Gemeinde mit 436 Einwohnern (Stand: 1. Januar 2022) innerhalb des Arrondissements Chambéry im Département Savoie in der Region Auvergne-Rhône-Alpes. Die Gemeinde gehört zum Kanton Saint-Pierre-d’Albigny (bis 2015: Kanton Chamoux-sur-Gelon). Die Einwohner werden Villarlégois genannt.

## Geographie
Villard-Léger liegt etwa 21 Kilometer ostsüdöstlich von Chambéry. Umgeben wird Villard-Léger von den Nachbargemeinden Betton-Bettonet im Norden, Chamoux-sur-Gelon im Nordosten, Champ-Laurent im Osten, La Table im Süden und Südosten, Villard-Sallet im Südwesten sowie La Trinité im Westen.

## Bevölkerungsentwicklung
| Jahr                       | 1962 | 1968 | 1975 | 1982 | 1990 | 1999 | 2006 | 2013 |
| -------------------------- | ---- | ---- | ---- | ---- | ---- | ---- | ---- | ---- |
| Einwohner                  | 352  | 361  | 331  | 289  | 317  | 382  | 446  | 518  |
| Quellen: Cassini und INSEE |      |      |      |      |      |      |      |      |

## Sehenswürdigkeiten

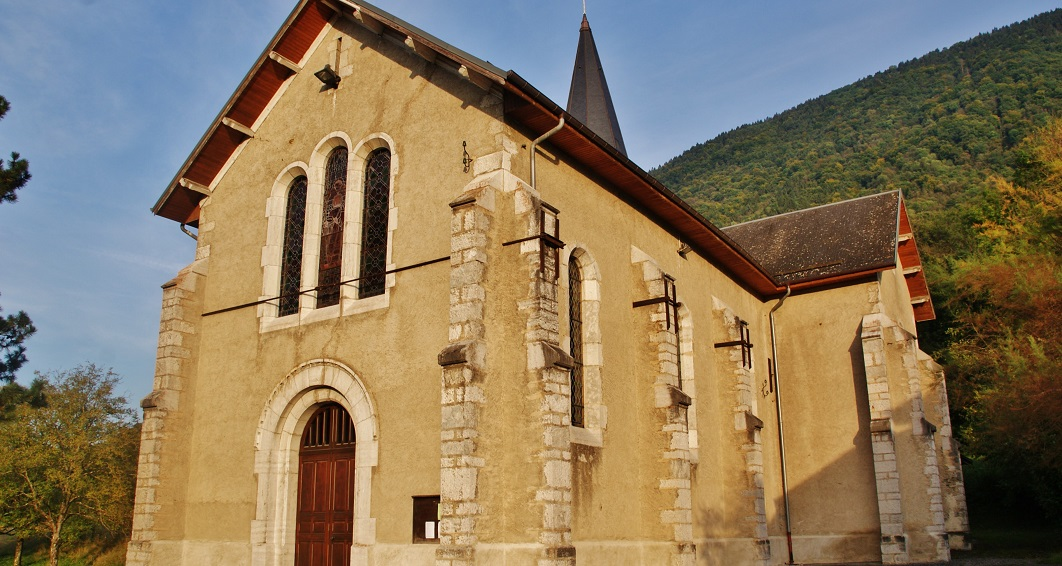
Kirche Saint-Pierre-et-Saint-Paul
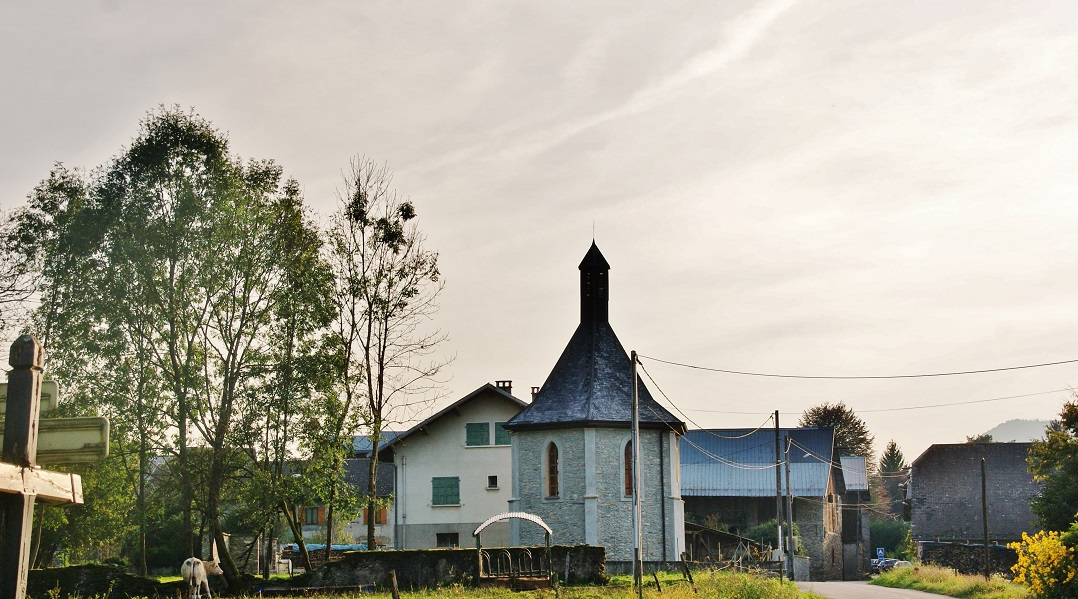
Kapelle Saint-Joseph aus dem Jahre 1874
- Schloss Saint-Bon, 1426 erbaut

- Kirche Saint-Pierre-et-Saint-Paul
- Kapelle Saint-Joseph